# Kerk van Opwierde
De kerk van Opwierde is een romanogotisch kerkgebouw in het Groninger dorp Opwierde in de Nederlandse gemeente Eemsdelta. De kerk van Opwierde is sinds 2003 eigendom van de Stichting Oude Groninger Kerken en fungeert sinds 2008 als repetitieruimte voor een plaatselijke muziekvereniging uit Appingedam.

## Beschrijving
De kerk staat zo'n 400 meter ten noorden van het Eemskanaal binnen de oude vorm van de wierde Opwierde, onderhand al opgenomen door het uitbreidende Appingedam. De kerk is in de dertiende eeuw gebouwd en daarna diverse malen gerestaureerd. De bouw startte in 1235 en was voltooid in 1250. In eerste instantie had de kerk een vrijstaande toren, welke in 1489 van een klok voorzien werd. Deze toren werd waarschijnlijk afgebroken bij de verbouwing van 1838 en vervangen door een houten klokkenstoel, welke in 1888 zelf afgebroken werd. De huidige dakruiter werd in 1910 geplaatst. Het eenbeukige gebouw bestond oorspronkelijk uit drie traveeën, waarvan de meest westelijke is gehalveerd. Bij dezelfde verbouwing van 1838 werden de gewelven verwijderd en werd de helft van de westelijke travee gesloopt, waarna de kerk een vlak balkenplafond kreeg. Achter het kerkgebouw ligt een kerkhof dat ruim 300 namen herbergt.

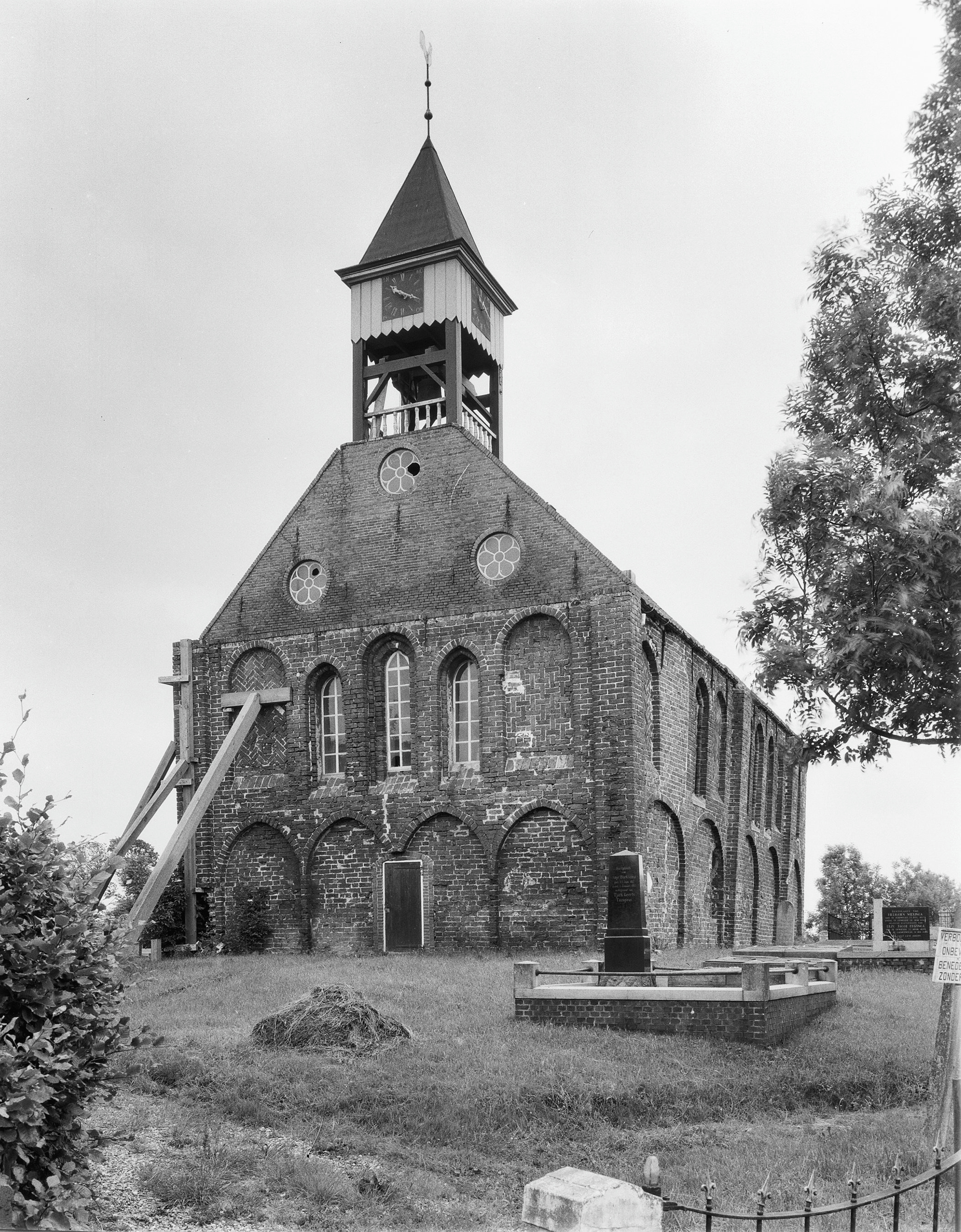
De kerk in 1956 met de oude dakruiter en drie ronde vensters en een ingang in de oostmuur.

### Exterieur
Hoewel het muurwerk verlaagd werd in 1838, bleef de karakteristieke tweedeling van de muren van de laatromaanse periode behouden. Ook worden de traveeën nog duidelijk door lisenen gescheiden. In de onderste zone wordt elke travee gevuld met twee brede spaarvelden met rondbogen. In de bovenste zone wordt elke travee gevuld met vier smalle spaarvelden, waarvan de middelste twee vensters hebben en de buitenste twee gevuld zijn met visgraatverband. De spaarvelden van de middelste travee zijn smaller dan die van de oostelijke en westelijke travee en dit wekt de suggestie dat de gehalveerde westelijke travee even lang was als de oostelijke travee. Na het halveren van de travee in 1838 werd in de westmuur ook een ingang gecreëerd. De onderste zone van de oostwand heeft vier spaarvelden met flauwe spitsbogen. De bovenste zone heeft een zogenaamd 'klimmend drielicht' (drie vensters waarvan het middelste raam hoger is), geflankeerd door twee spaarvelden met ronde bogen. Deze muur had eerst een top met drie ronde venster en ook de dakruiter zat op deze kant. Bij de restauratie van 1964-'68 werd deze gevel afgebroken met als resultaat een volwaardig schilddak. Ook werd de dakruiter uit 1910 afgebroken en kwam er een nieuwe opengewerkte dakruiter op het midden van het dak. De oude dakruiter had nog de oude klok uit 1489. Deze werd in 1903 opnieuw gegoten, maar werd in 1947 vervangen door een nieuwe klok. Bij de renovatie in de jaren zestig werd de westmuur voorzien van een houten portico met op de latei het jaartal 1967. Verder werden ingangen en ramen dichtgemaakt en kreeg het dak de huidige vorm. Zowel in de noordmuur als in de zuidmuur van de oostelijke travee komt een aantal lage vensters voor; sommigen hebben de vorm van een knielnis. De zuidelijke ingang werd later hersteld. Mogelijk heeft aan de noordkant van de westelijke travee een uitbouw gezeten.

### Interieur

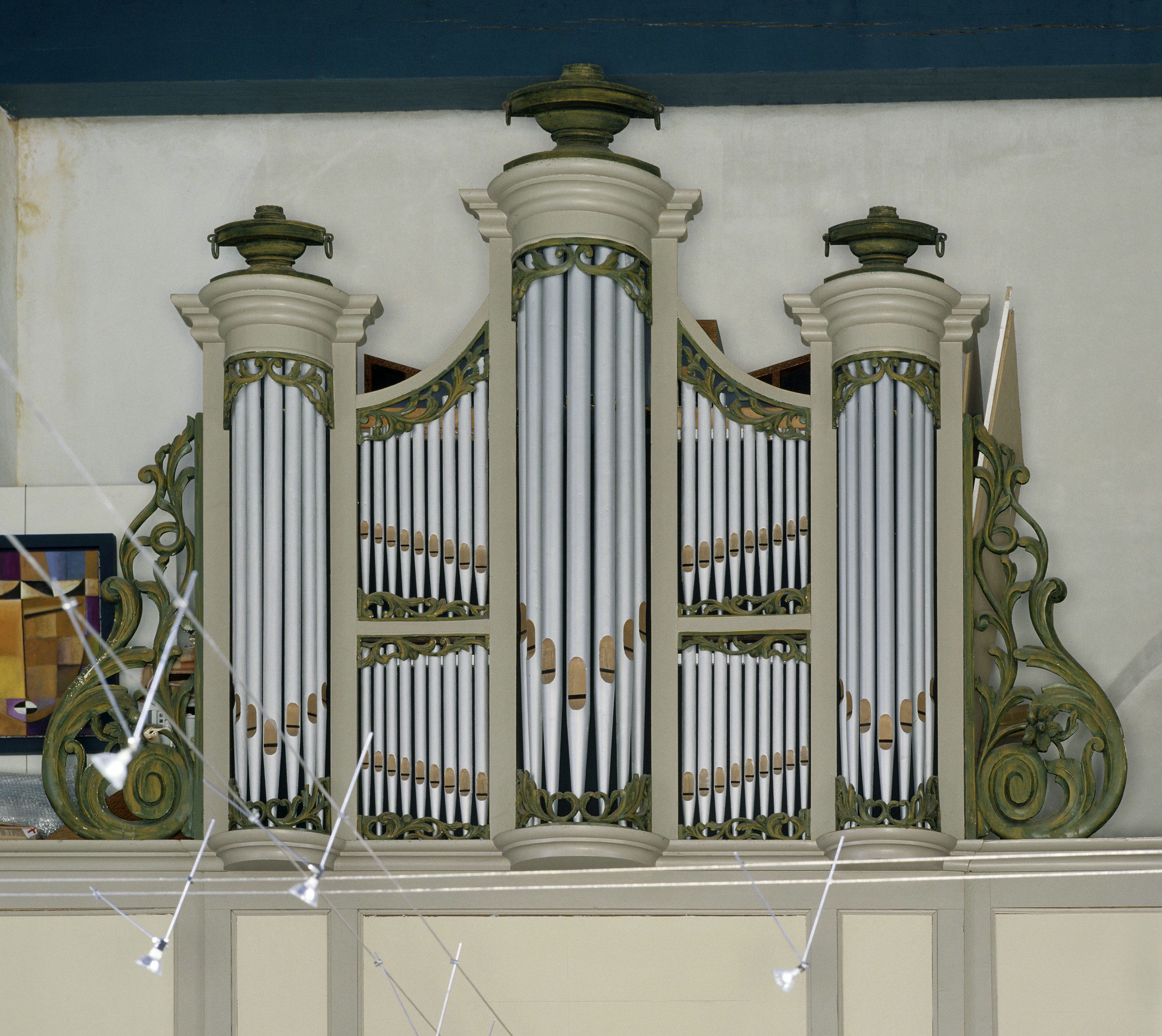
De kerk heeft geen orgel, maar een leeg orgelfront met houten pijpen.

Bij de verbouwing van 1838 werd het koepelgewelf weggehaald en kreeg de kerk de huidige blauwe balkenzoldering. Op de muren zijn nog de gewelvenaanzetten te zien. In de noordwand van het koor bevindt zich een hagioscoop en een sacramentshuisje. In de oostmuur zit nog een piscina met een uitgang naar het kerkhof zodat restanten van hosties toch nog op gewijde grond kwamen. In het koor bevindt zich nog een aantal grafzerken, voornamelijk uit de 17e eeuw. 
Het meubilair uit de 19e eeuw is weggehaald voor de huidige functie van repetitieruimte. Wel resteren de classicistische deur met rococo wandbetimmeringen, afkomstig uit de oude kerk van Farmsum. Ook staat de ronde preekstoel met klankbord uit 1828 nog in de kerk. De kansel staat op een vierkante basis en heeft zowel Lodewijk XVI-invloeden als invloeden van het neoclassicisme. De velden van de kuip worden gesierd door guirlandes en worden van elkaar gescheiden door Toscaanse zuiltjes. De voorzangerslezenaar heeft snijwerk uit de 18e eeuw.  

#### Orgel
Het kerkorgel, dat mogelijk dateerde van voor de overgang naar het protestantisme bij de Reductie van Groningen in 1594, is in de loop van de 18e eeuw verdwenen. Wat rest is een lege orgelkast met houten pijpen, die in 1882 zou zijn geplaatst.